# Tierpmästaren
Tierpmästaren är ett anonymnamn på en sengotisk grupp kyrkomålare.
Gruppen har fått sitt namn efter dekorationsmålningarna som utfördes i Tierps kyrka omkring 1470. Tierpmästaren har med utgångspunkt från Johannes Iwans målningar utfört ett antal kyrkomålningar i uppländska kyrkor under andra hälften av 1400-talet. Det har blivit klarlagt att Tierpmästaren består av en grupp kyrkomålare där endast förutom Iwan, Andreas Eriksson, Peter Henriksson och Peter (Peder)  Jönsson är kända vid namn. Man vet att Peter och Andreas var medhjälpare till Iwan vid målningen av Alunda kyrka 1465. 
Målningarna i Tierps kyrka består bland annat av scener med Kristus som smärtoman, Enhörningsjakten, Korsnedtagningen, Kristi gravläggning och Den rike ynglingen i livsträdet som omgärdas av karakteristiska växtornament, molnblad, bandspiraler, stavar med bandlindning. Enstaka figurer är utförda i stort format där man lagt tonvikten på att smälta in målningen i valvkapporna och valvens ribbor. 
Andreas är troligen upphovsman till dekorationsmålningarna i Österlövsta kyrka från 1468 och Peter är troligen identisk med den Peder Jönsson som omkring 1452–1467 utförde målningar i Börstils kyrka. Man vet att Peter Henriksson omkring 1470 lämnar Sverige och förlägger sin verksamhet i Finland eftersom han inte kunde klara av konkurrensen från Albertus Pictor och hans lärjungar. 
Bland övriga kyrkor man antar att Tierpmästaren varit verksam i märks Håtuna kyrka, Husby-Långhundra kyrka, Björklinge kyrka, Knivsta kyrka och Roslagsbro kyrka. I Finland antar man att Peter Henriksson som representant för Tierpmästaren utfört målningar i Nykyro kyrka, Letala kyrka, Pargas kyrka, Bjärnå kyrka, Tövsala kyrka och Sagu kyrka. Tillhörande gruppen räknas även målningarna i Gamla Uppsala kyrka och i vapenhuset i Täby kyrka även om de stilistiskt avviker och är mer självständiga i sin utformning. På stilistiska grunder antar man att kyrkomålaren Alfabetsmästaren fått sin utbildning av någon Tierpmästare.